# Atto di matrimonio
L'atto di matrimonio, nell'ordinamento giuridico italiano, è un documento che l'ufficiale di stato civile è tenuto a redigere dopo la celebrazione del matrimonio.
L'atto deve contenere una serie di indicazione previste dall'art. 64 D.P.R. n. 396/2000 che sono:
- il nome, il cognome, il luogo e la data di nascita, la cittadinanza e la residenza degli sposi;
- il nome, il cognome, il luogo e la data di nascita e la residenza dei testimoni;
- la data della eseguita pubblicazione o il decreto di autorizzazione alla omissione;
- il decreto di autorizzazione quando ricorra alcuno degli impedimenti di legge;
- la menzione dell'avvenuta lettura agli sposi degli artt. 143, 144 e 147 del codice civile;
- la dichiarazione degli sposi di volersi prendere rispettivamente in marito e in moglie;
- il luogo della celebrazione (se diverso dalla casa comunale);
- la dichiarazione fatta dall'ufficiale di stato civile che gli sposi sono uniti in matrimonio.

L'atto, oltre ad un contenuto necessario, può avere anche un contenuto eventuale (riconoscimento di un figlio naturale o dichiarazioni relative al regime patrimoniale tra coniugi).
Dopo la compilazione, l'atto di matrimonio viene sottoscritto dagli sposi, dai testimoni e dall'ufficiale di stato civile. L'atto di matrimonio viene quindi iscritto nel Registro dei matrimoni.
Di regola l'atto di matrimonio rappresenta l'unico mezzo di prova del matrimonio e del conseguente stato coniugale. Tuttavia, se l'atto è distrutto o smarrito, la prova del matrimonio può essere data con ogni mezzo. Se l'atto risulta non inserito nei registri per dolo o colpa dell'ufficiale di stato civile, o per forza maggiore, è ammesso ogni mezzo di prova, purché risulti con certezza il possesso di stato coniugale, e cioè che gli interessati portino lo stesso nome, si trattino reciprocamente come coniugi e siano generalmente considerati tali nell'ambiente sociale.
Se l'atto presenta difetti di forma, questi sono sanati dal corrispondente possesso di stato.